# Municipio de South Homer
El municipio de South Homer (en inglés: South Homer Township) es un municipio ubicado en el condado de Champaign en el estado estadounidense de Illinois. En el año 2010 tenía una población de 1601 habitantes y una densidad poblacional de 21,87 personas por km².

## Geografía
El municipio de South Homer se encuentra ubicado en las coordenadas 40°1′26″N 87°58′17″O / 40.02389, -87.97139. Según la Oficina del Censo de los Estados Unidos, el municipio tiene una superficie total de 73.2 km², de la cual 72,42 km² corresponden a tierra firme y (1,08 %) 0,79 km² es agua.

## Demografía
Según el censo de 2010, había 1601 personas residiendo en el municipio de South Homer. La densidad de población era de 21,87 hab./km². De los 1601 habitantes, el municipio de South Homer estaba compuesto por el 98,06 % blancos, el 0,31 % eran afroamericanos, el 0,06 % eran amerindios, el 0,56 % eran asiáticos y el 1 % eran de una mezcla de razas. Del total de la población el 1 % eran hispanos o latinos de cualquier raza.